# Eisstadion Davos
La zondacrypto Arena (prima Eisstadion Davos, e prima ancora Vaillant Arena tra il 2007 e il 2018) è uno stadio del ghiaccio, situato a Davos, che ospita le partite casalinghe dell'Hockey Club Davos.
Nel mese di dicembre è teatro della Coppa Spengler, il torneo a inviti più antico della storia dell'hockey su ghiaccio.

## Galleria d'immagini

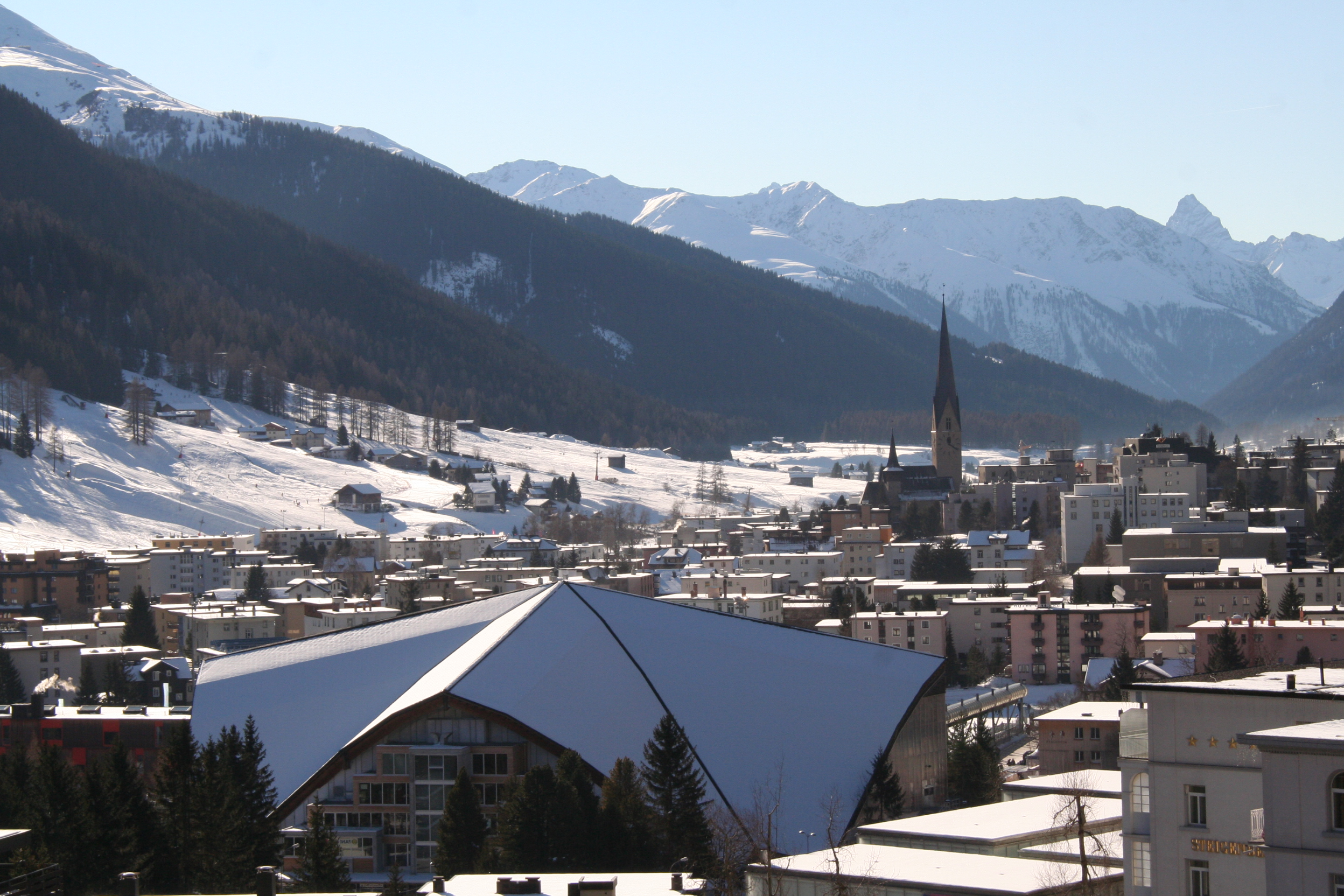
Panoramica
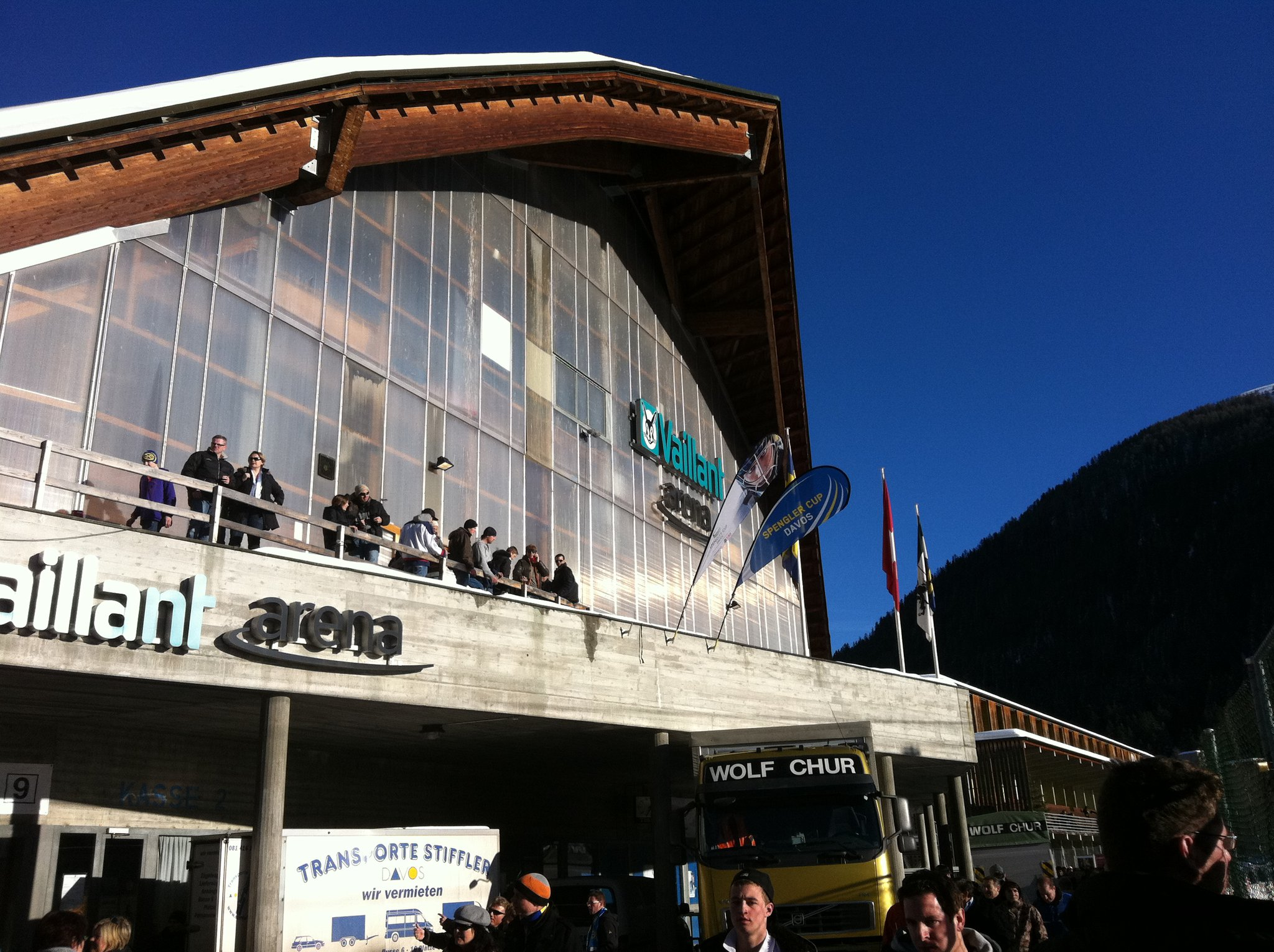
Esterno della tribuna Sud
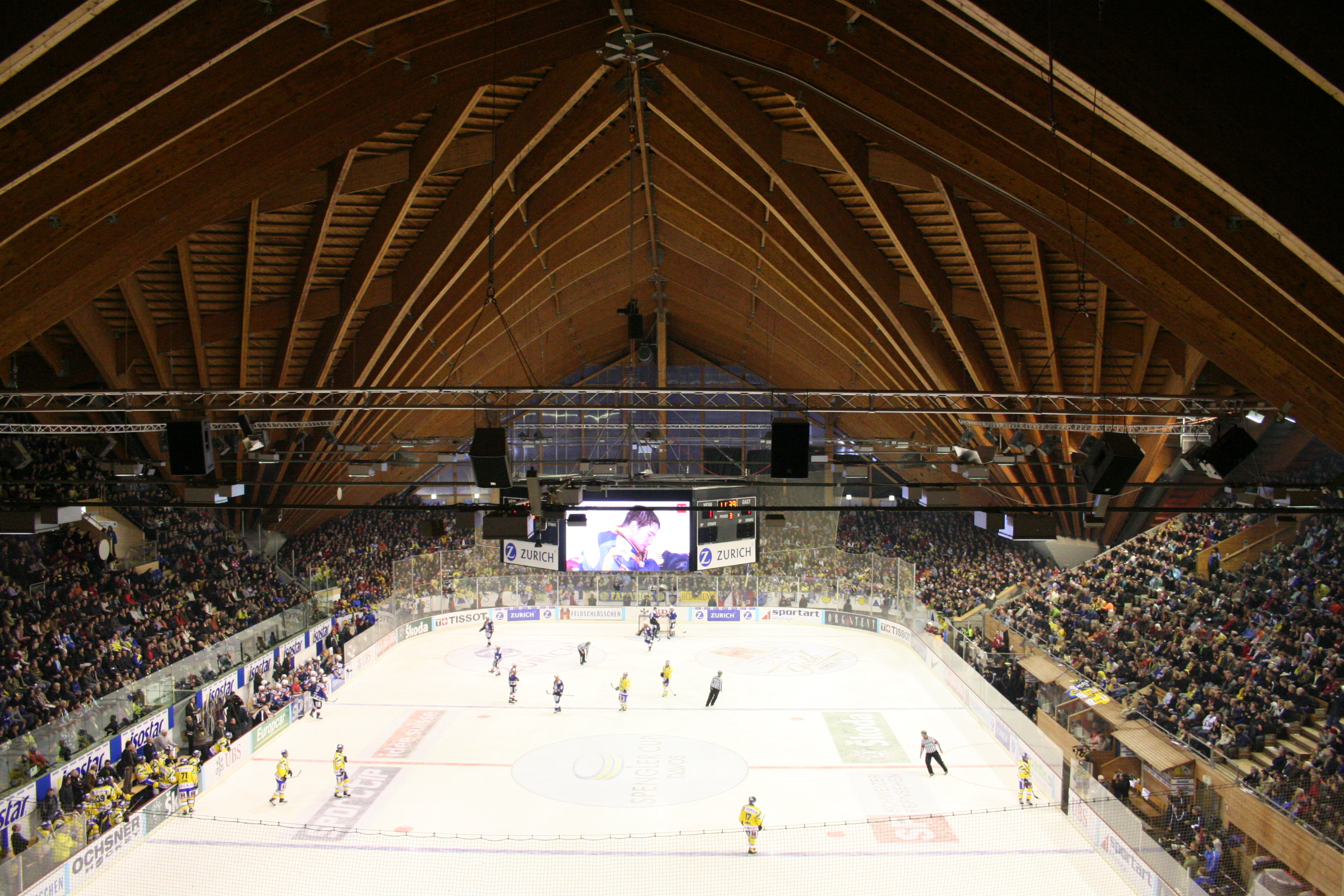
Vista dalla tribuna Ovest
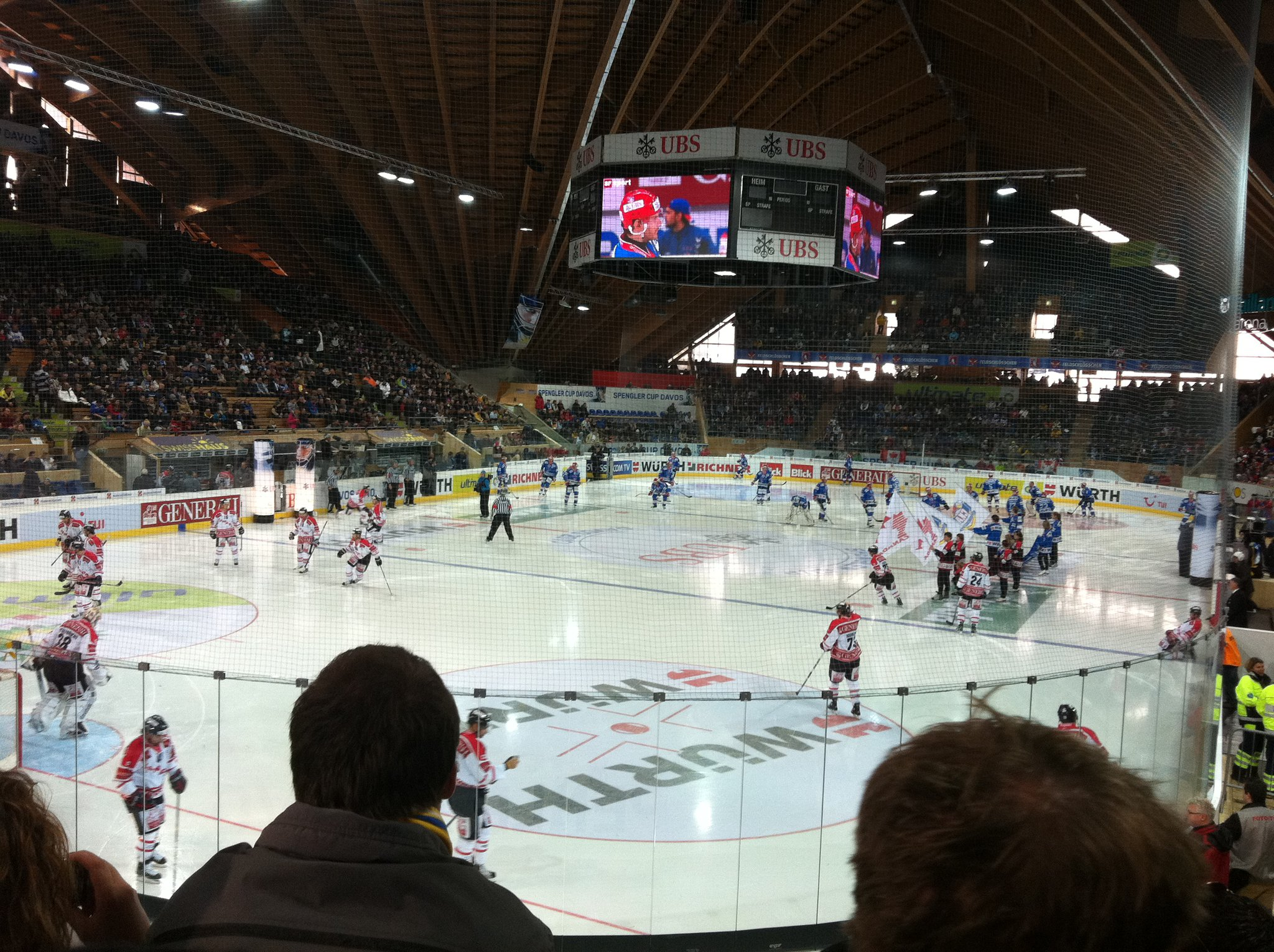
Vista dalla curva dei tifosi di casa
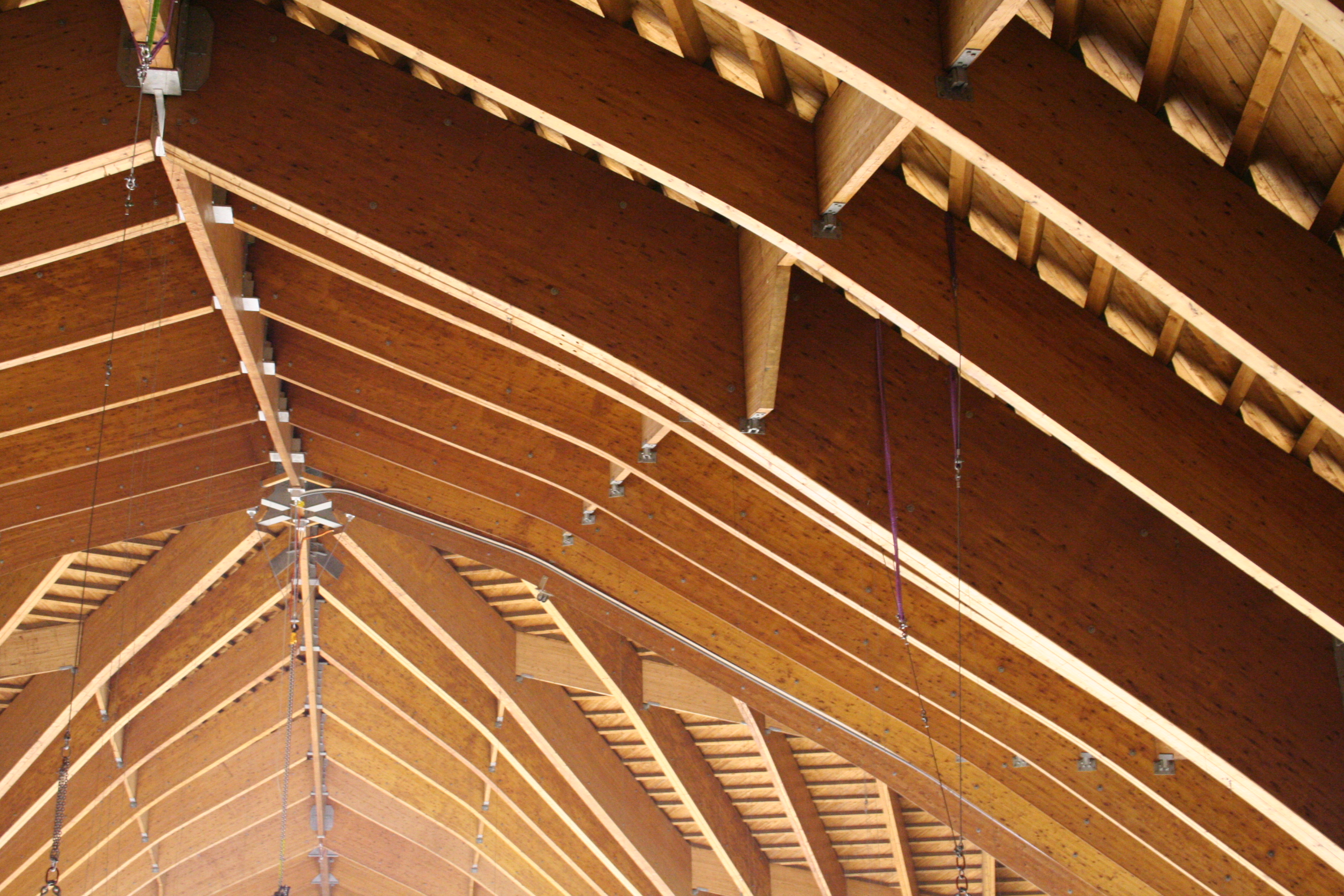
Dettaglio del soffitto
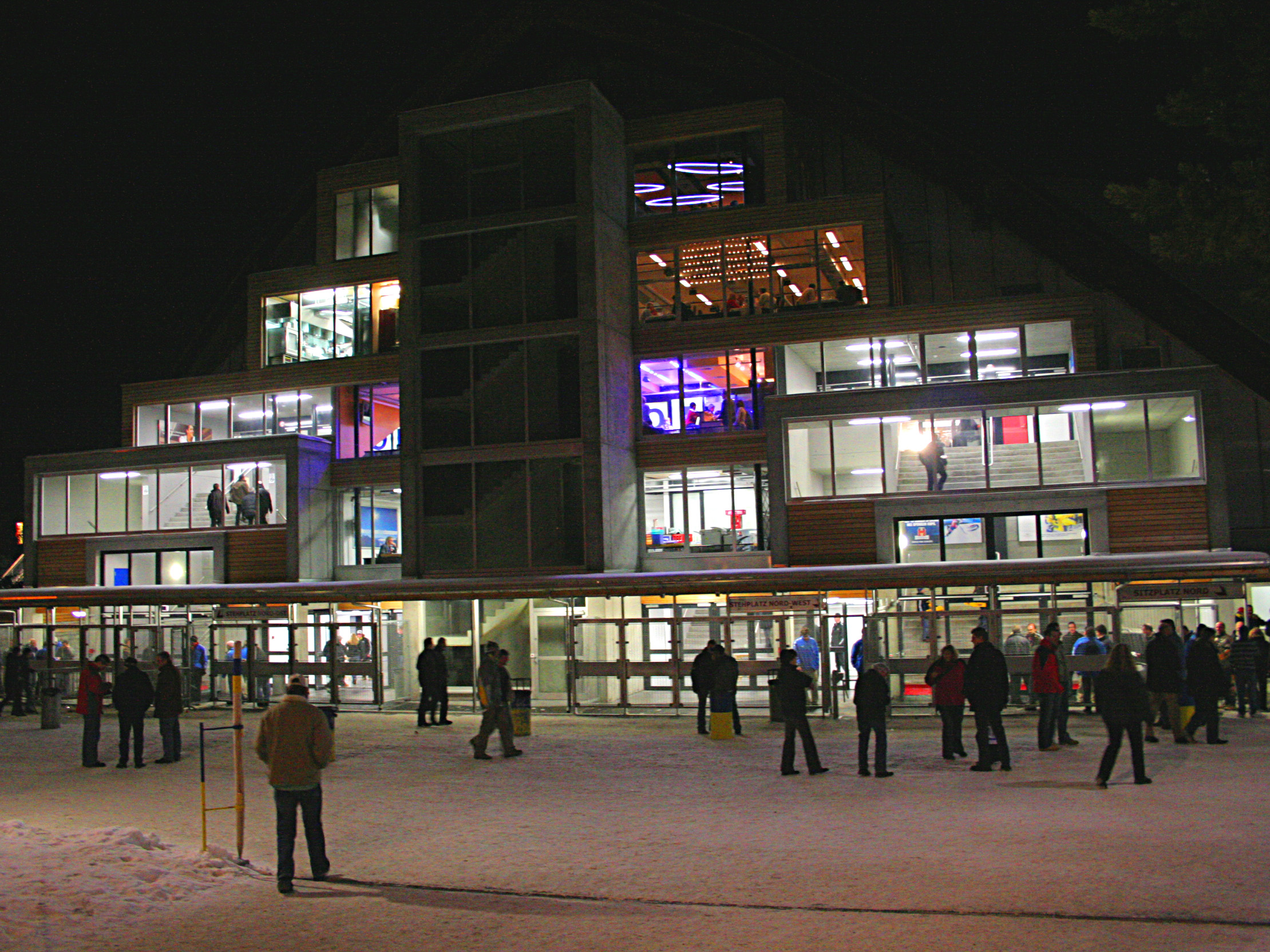
Esterno della tribuna Nord
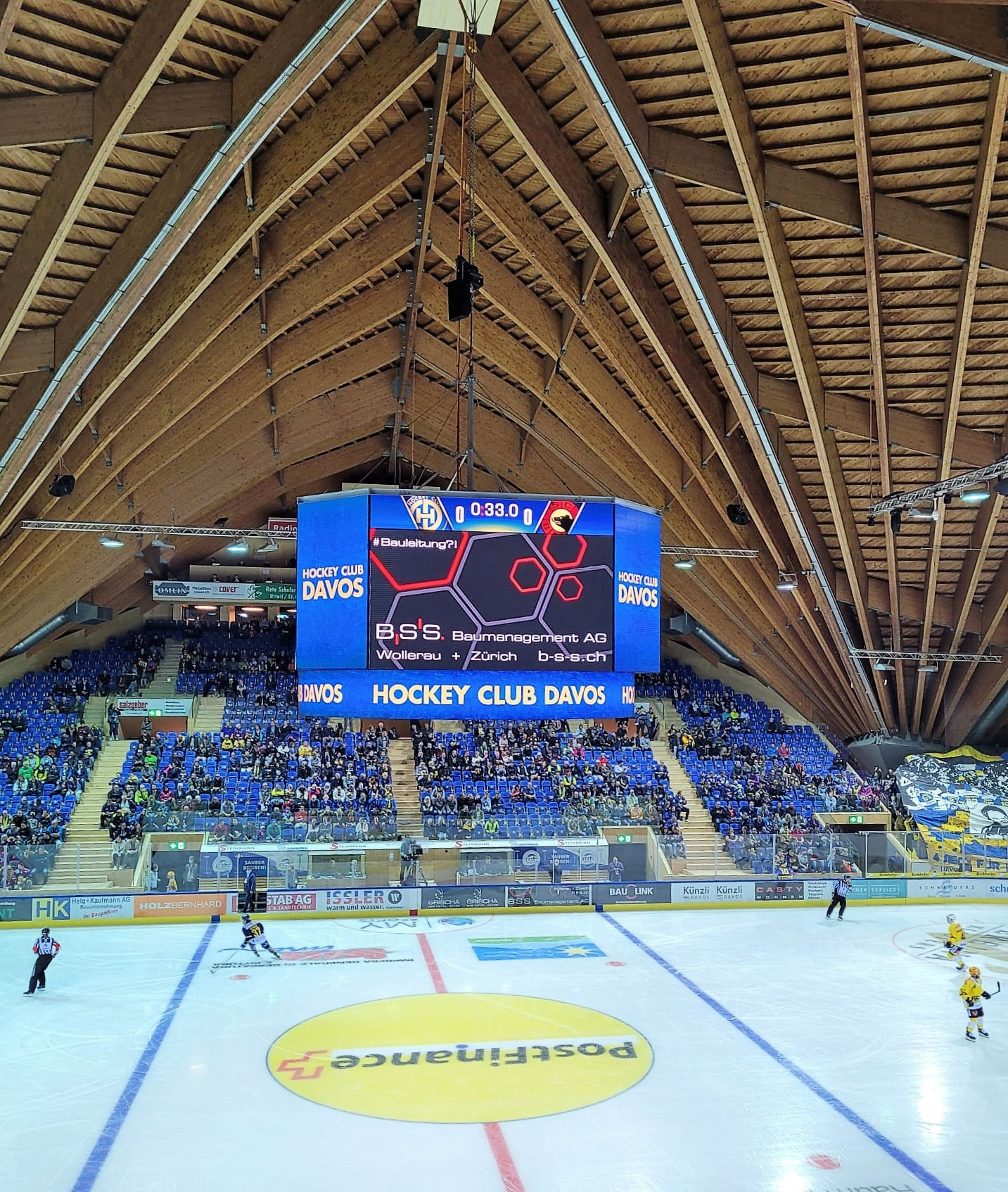
Maxischermo